# Андрос, Эдмунд
Эдмунд Андрос (англ. Sir Edmund Andros; 6 декабря 1637 — 24 февраля 1714) — английский колониальный администратор, 4-й губернатор колонии Нью-Йорк, губернатор доминиона Новой Англии, губернатор Вирджинии и Мериленда.

## Ранние годы
Родился в Лондоне в семье Эмиса Эндроса, активного сторонника короля Карла I и королевского помощника шерифа острова Гернси. Его матерью была Елизавета Стоун, чья сестра была придворной дамой Елизаветы Богемской. Существует мнение, что он присутствовал при сдаче замка Корнет, последнего укрепления лоялистов на Гернси в 1651 году, но прямых доказательств тому нет. Вероятно, он бежал с острова вместе с матерью в 1645 году. В 1656 году он поступил на службу к своему дяде Роберту Стоуну, капитану кавалерийской роты. Он участвовал в двух кампаниях в Дании, в частности в снятии осады Копенгагена в 1659 году. В результате хорошо освоил французский, шведский и голландский языки.
В течение короткого промежутка времени служил в армии принца Генри Нассау и в 1660—1662 состоял в свите королевы Богемии Елизаветы Стюарт, дочери Якова I. Затем воевал против голландцев и в 1672 году. Назначен командовать первым английским полком.

## Губернатор Нью-Йорка
В 1674 году назначен герцогом Йоркским губернатором Нью-Йорка и Джерси, хотя его права на управление Джерси оспаривалась, и до своего отзыва в 1681 году, когда он был необоснованно обвинён в непорядочности и присвоении денег в больших масштабах, он проявил себя способным администратором, властные манеры которого, однако, обеспечили ему непопулярную репутацию среди колонистов. Во время посещения Англии в 1678 году посвящён в рыцари. 

## Губернатор Новой Англии
С 1686 года губернатор доминиона Новая Англия с административным центром в Бостоне, в который входили современные Массачусетс (включая Мэн), Плимут, Род-Айленд, Коннектикут и Нью-Хэмпшир. В 1688 году его власть была расширена на провинции Нью-Йорк и Джерси. 
Его серьёзное вмешательство в права колоний и работу таможни вызвало у британских властей острое негодование, и 18 апреля 1689, как только новости о прибытии в Англию принца Оранского Уильяма достигли Бостона, колонисты подняли Бостонское восстание, свергли и арестовали его. В Нью-Йорке его представитель, Фрэнсис Николсон, был впоследствии свергнут Джейкобом Лейслером, и межколониальный союз был расторгнут. Андроса выслали в Англию для суда в 1690 году, но в тот же год оправдали. 
С 1692 до 1698 года занимал пост губернатора Виргинии, но был снят с должности по доносу комиссара Джеймса Блэра, с которым находился в ссоре. В 1693—1694 губернатор Мэриленда. С 1704 до 1706 года — губернатор Гернси. Андрос умер в Лондоне в феврале 1714 года и был похоронен в Сохо.